# Muncă forțată
Munca forțată este un termen generic sau colectiv pentru acele relații de muncă, în special în istoria modernă timpurie sau modernă, în care oamenii sunt angajați împotriva voinței lor, sub amenințarea sărăciei, detenției, actelor de violență (inclusiv moartea), constrângerilor sau altor forme de greutăți pentru ei sau membrii familiilor lor.
Munca forțată include toate formele de sclavie și activitățile conexe (de exemplu, muncă pentru stingerea datoriilor, iobăgie, corvoadă și lagăre de muncă). Multe dintre aceste forme de muncă sunt acoperite de termenul de muncă forțată, care este definit de Organizația Internațională a Muncii (OIM) ca fiind toate serviciile involuntare sau impuse sub amenințarea unei sancțiuni.

## Situația actuală
Organizația Internațională a Muncii (OIM) estimează că cel puțin 12,3 milioane de persoane sunt victime ale muncii forțate în întreaga lume; dintre acestea, 9,8 milioane sunt exploatate de către agenții privați și mai mult de 2,4 milioane sunt traficate. Alte 2,5 milioane de persoane sunt obligate să lucreze de către stat sau de către grupurile militare rebele. Din perspectiva dreptului internațional, țările care permit munca forțată încalcă standardele internaționale de muncă, stabilite prin Convenția pentru abolirea muncii forțate (C105), una dintre convențiile fundamentale ale OIM.

## Forme

### Sclavie
Forma arhetipală și cea mai cunoscută de muncă forțată este sclavia, în care lucrătorii individuali sunt deținuți din punct de vedere legal pe tot timpul vieții lor și pot fi cumpărați, vânduți sau schimbați de către proprietari, în timp ce niciodată sau rareori nu obțin niciun beneficiu personal de pe urma muncii lor. Sclavia a fost obișnuită în multe societăți antice, inclusiv Egiptul antic, Babilon, Persia, Grecia antică, Roma, Palestina antică, China antică, statele arabe, precum și în mai multe societăți din Africa și cele două Americi. Vânzarea ca sclavi era o soartă comună pentru populațiile cucerite în războaie. Poate cel mai important exemplu de sclavie a fost înrobirea mai multor milioane de oameni de culoare din Africa, precum și transportarea lor forțată în America, în Asia sau, în număr mult mai mic, în Europa, unde statutul lor de sclavi a fost de obicei moștenit de urmașii lor.
Potrivit lui Kevin Bales, în Disposable People: New Slavery in the Global Economy  (1999), se estimează că există acum aproximativ 27 de milioane de sclavi în întreaga lume.

### Practicarea unor servicii de interes public

#### Serviciile comunitare
În Elveția, în general, și în Austria și Germania, în cazuri rare, cetățenii trebuie să participe la serviciul obligatoriu de prevenire și de stingere a incendiilor. În unele landuri germane, în teorie, este posibil ca autoritățile de stat să-i oblige pe cetățeni să presteze servicii publice, numite Hand- und Spanndienste.

### Muncă silnică
În Codul Penal românesc din 1864, în articolul 10 se regăsesc următoarele prevederi:
- Munca silnică se va face, sau în minele Statului, sau în stabilimentele penitenciare. .... Acei condamnați la asemenea pedeapsă vor fi supuși la un regim aspru. Ei vor fi puși în fiare. Acei cari lucreză la mine, noaptea se vor scoate afară și se vor închide în temniță, având și fiare de picioare. .... Osânda la munca silnică pe viață sau pe timp mărginit nu se va putea pronunța în contra acelora cari, la pronunțarea sentinței definitive, vor fi împlinit al 60-lea an, și în locul acestei pedepse se vor osândi la recluziune pe acelaș timp pe care ar fi trebuit a se osândi la munca silnică.

Vezi și Listă de lagăre de muncă silnică din România

#### Lagăre de muncă

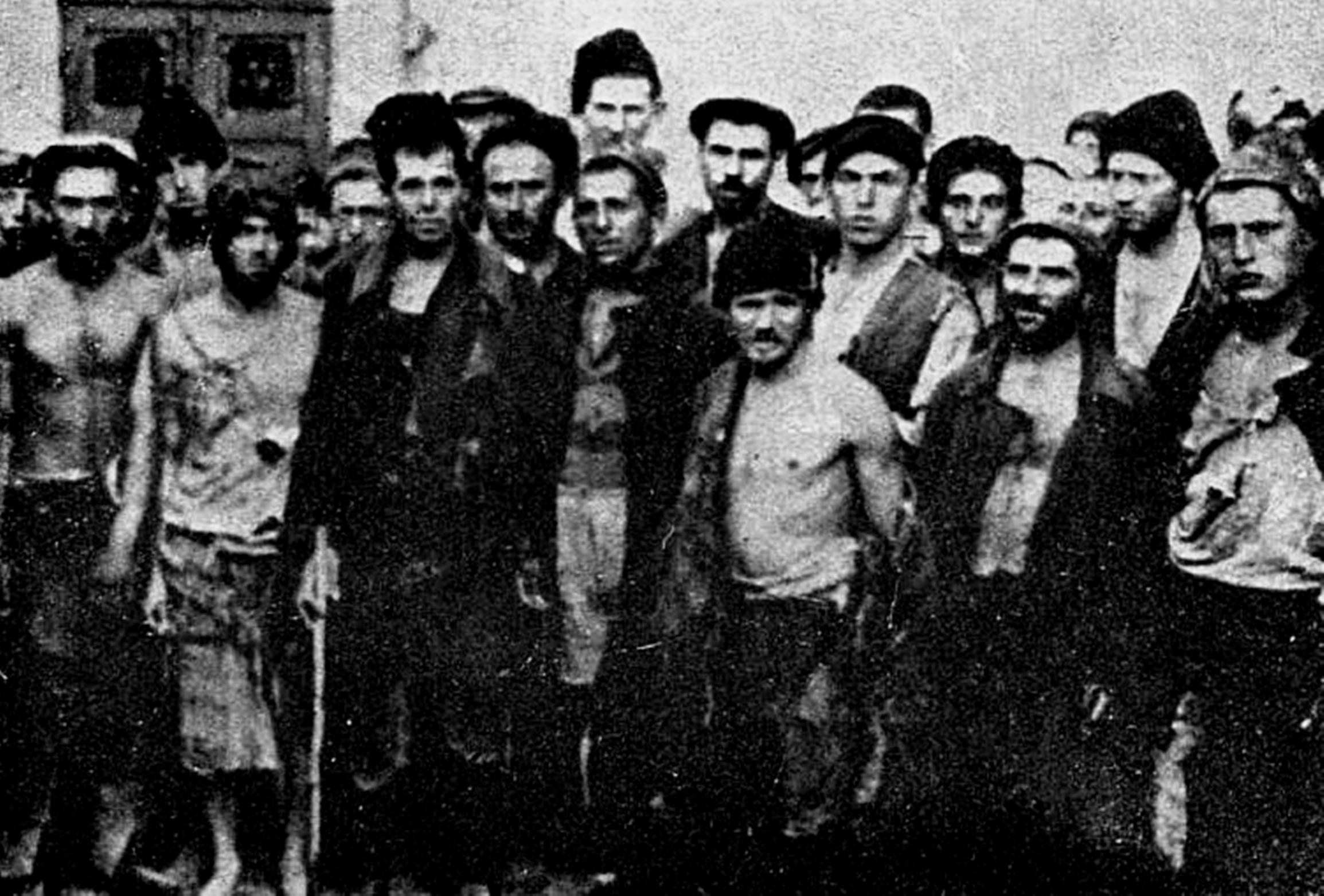
Detaşamentul Baldovineşti-Brăila format din evrei români trimiși la muncă forțată în 1944.

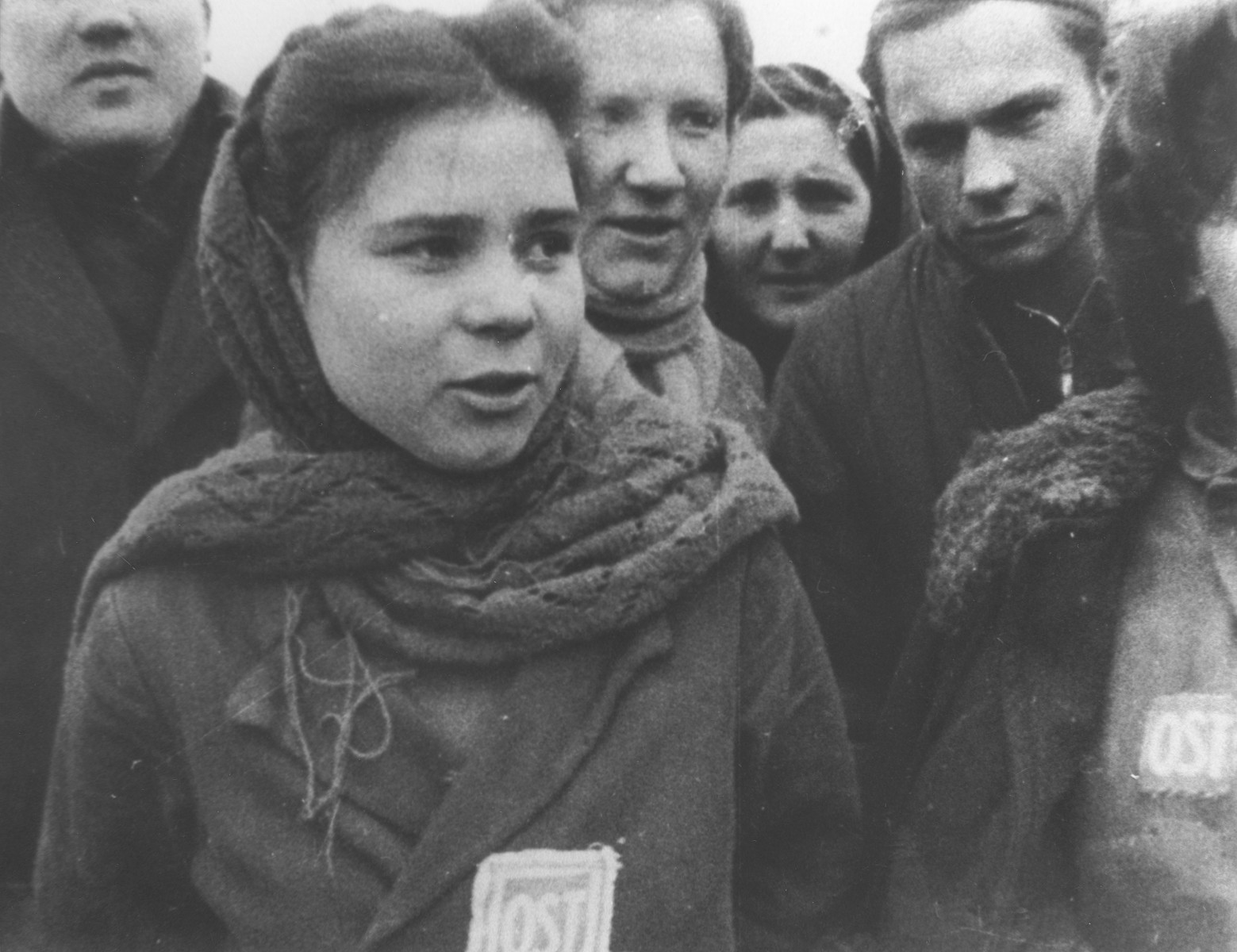
Muncitoare femei care poartă ecusoane „OST” (Ost-Arbeiter) sunt eliberate dintr-un lagăr de lângă Lodz, ianuarie 1945.

Un alt exemplu semnificativ istoric de muncă forțată a fost acela practicat de deținuții politici, de locuitorii țărilor cucerite sau ocupate, de membrii unor minorități persecutate și de prizonierii de război, mai ales în cursul secolului al XX-lea. Cele mai cunoscute exemple în acest sens sunt sistemul lagărelor de concentrare organizat de Germania Nazistă și alianți ei, Ungaria, România, care au arestat cetățenii evrei și i-au trimis la muncă forțată în timpul celui de-al Doilea Război Mondial, lagărele de tip Gulag organizate în Uniunea Sovietică și munca forțată impusă de către forțele militare ale Imperiului Japonez, mai ales în timpul Războiului din Pacific (precum cel de la Calea Ferată din Burma). Aproximativ 4.000.000 de prizonierii de război germani au fost obligați să presteze „muncă de despăgubire” de către Aliați timp de mai mulți ani după capitularea Germaniei; acest lucru a fost permis de prevederile celei de-a Treia Convenții de la Geneva cu condiția ca muncitorii să aibă parte de un tratament adecvat. Sistemul chinez Laogai („reforma muncii”) și taberele Kwalliso din Coreea de Nord sunt exemple actuale de practicare a muncii forțate.
Aproximativ 12 milioane de muncitori forțați, dintre care majoritatea erau cetățeni polonezi și sovietici (Ost-Arbeiter), au fost angajați în economia de război germană în interiorul Germaniei Naziste. Mai mult de 2000 de companii germane au profitat de muncitori sclavi în timpul erei Naziste, inclusiv Daimler, Deutsche Bank, Siemens, Volkswagen, Hoechst, Dresdner Bank, Krupp, Allianz, BASF, Bayer, BMW și Degussa.
Khmerii Roșii au încercat să transforme Cambodgia într-o societate fără clase prin depopularea orașelor și forțarea populației urbane („Oameni noi”) să lucreze în comunități agricole. Toată populația a fost forțată să devină fermieri în lagărele de muncă.

## Legături externe
- UN.GIFT Arhivat în 1 decembrie 2012, la Wayback Machine. — Global Initiative to Fight Human Trafficking
- Eliminating Forced Labor — Bureau of International Labor Affairs, U.S. Department of Labor
- Slavery in the 21st century—BBC
- Sex trade's reliance on forced labour—BBC
- China's Forced Labour Camps—Laogai Research Foundation
- The ILO Special Action Programme to combat Forced Labour (SAP-FL)
- Alleging Captive Labor, Foreign Students Walk Out of Work-Study Program at Hershey Plant Democracy Now!, 1 septembrie 2011.
- Migrant Workers as Non-Citizens: The Case against Citizenship as a Social Policy Concept, by Donna Baines and Nandita Sharma. Studies in Political Economy 69. Autumn 2002, p. 75.
- Seafood from Slaves Arhivat în 15 aprilie 2021, la Wayback Machine. - Associated Press investigation of the international Pacific fishing fleet, 2015-2016, winner of the 2016 Pulitzer Prize for Public Service